# كلية الطب بجامعة إلينوي
جامعة إلينوي كلية الطب (بالإنجليزية: University of Illinois College of Medicine)‏ هي إحدى الكليات لتدريس الطب في الولايات المتحدة الأمريكية. تقع في مدينة شيكاغو في ولاية إلينوي الأمريكية. نوع الشهادة الطبية التي يتم تحصيلها هناك هي دكتور في الطب.